# Slepp nynorsken til!
Slepp nynorsken til! (deutsch: „Lasst Nynorsk zu!“) war eine Initiative und Unterschriftensammlung zur Unterstützung der Minderheitensprache Nynorsk in der norwegischen Presse. Ziel der Kampagne, die vom Sprachverein Noregs Mållag ins Leben gerufen wurde, war es, zwei große überregionale Tageszeitungen Norwegens (Verdens Gang und Dagbladet), zur Aufhebung des angeblichen „Verbots“ gegen das Nynorsk zu zwingen. Die Zeitungen werden in Bokmål publiziert, und alle redaktionellen Artikel müssen in dieser Sprachform verfasst werden. Die Aktion wurde am 22. Oktober 2005 mit der Überreichung von 36.017 Unterschriften  an den Vertreter der Tageszeitung Dagbladet im Det Norske Teatret beendet. 
Der Språkrådet und dessen damaliger Vorsitzender, der norwegische Sprachwissenschaftler Sylfest Lomheim erklärten, die Initiative zu unterstützen. Sie schlugen dazu vor, dass Journalisten sich zukünftig weigern sollten, alles in der norwegischen Mehrheitssprache Bokmål zu schreiben, sowie der Presse Subventionen und Steuerbefreiungen zu kürzen. Diese Forderungen wurden von der norwegischen Presselandschaft abgelehnt und fanden in der Politik kein Gehör. Teilweise wurde der Ruf nach Sanktionen gegen die Presse, aus deren Sicht, als ein Eingriff in die Pressefreiheit angesehen.